# Carbonylcyanid-m-chlorphenylhydrazon
Carbonylcyanid-m-chlorphenylhydrazon ist eine chemische Verbindung aus der Gruppe der Aminobenzole und Nitrile.

## Eigenschaften
Carbonylcyanid-m-chlorphenylhydrazon ist ein gelber, kristalliner, brennbarer, schwer entzündbarer Feststoff, der wenig löslich in Wasser ist. Er ist ein Ionophor, genau genommen ein Protonophor und ein Hemmer der oxidativen Phosphorylierung (Entkoppler) in Lebewesen mit aerobem Stoffwechsel. Daher dient es oft der Untersuchung von Transportprozessen durch biologische Membranen.